# Scopula insubrica
Scopula insubrica là một loài bướm đêm trong họ Geometridae.